# Harambaša
Harambaša je bio zapovjednik hajdučke čete.
Osim hajdučije, pojavljuju se i u mletačkoj lokalnoj upravi. U svakom selu na čelu za civilne i vojničke poslove bio je vođa zvan harambaša. Za vrijeme mira seljaci su sačinjavali čete. Dužnost im je bila paziti na kretanje pograničnih bosanskih Turaka, a kod kuće bdjeti nad sigurnošću. Svako okružje je tada imalo svoga pukovnika, a uz njega kao niže časnike serdare i harambaše. Među poznatijim harambašama bio je Mijat Tomić koji je djelovao u Hercegovini i Dalmaciji te primorskoj Hrvatskoj.
Arambaša je i vođa čete alkarskih momaka na Sinjskoj alki. Po njima je dobilo ime jelo sinjski arambašići.